# ویکو اکوئنسه
ویکو اکوئنسه (به ایتالیایی: Vico Equense) یک کومونه در ایتالیا است که در استان ناپل واقع شده‌است.

## خصوصیات
ویکو اکوئنسه ۲۹ کیلومترمربع مساحت و ۲۰٬۶۹۵ نفر جمعیت دارد و ۹۰ متر بالاتر از سطح دریا واقع شده‌است.

## خواهرخوانده
شهر الاوچ خواهرخواندهٔ ویکو اکوئنسه هست.